# Berta filava/Mio fratello è figlio unico
Berta filava/Mio fratello è figlio unico  è un singolo del cantautore italiano Rino Gaetano, pubblicato nel 1976 dalla It.

## Berta filava
Il titolo del brano deriva dal detto "È passato il tempo in cui Berta filava" (con possibili varianti regionali), per indicare le differenze tra il presente e i tempi andati: la Berta del proverbio è identificata, di solito, con Bertrada di Laon, moglie di Pipino il Breve.
Il brano, che a un orecchio poco attento potrebbe sembrare semplicemente un'opera nonsense, in realtà tratta un argomento più serio e intricato che fa riferimento alla stagione politica del compromesso storico. Sotto la figura di Berta si cela metaforicamente nientemeno che Aldo Moro, considerato da Rino Gaetano un abile e scaltro "tessitore" di rapporti politici.
Lo stesso cantautore, durante un concerto a San Cassiano (LE) nel 1977, dichiarò a proposito della canzone:
La canzone è stata utilizzata anche come colonna sonora di uno spot della FIAT.

## Mio fratello è figlio unico
Mio fratello è figlio unico è una delle più famose canzoni scritte ed interpretate dal cantautore e apparve in precedenza come lato A del singolo Mio fratello è figlio unico/Sfiorivano le viole.
Il tema è l'emarginazione, la frustrazione e la solitudine quotidiana che subisce l'uomo per infiniti motivi, spesso banali, in un mondo difficile e insostenibile di individui sfruttati senza identità.
Il testo si sviluppa attraverso una serie di contraddizioni che servono a evidenziare le ipocrisie e i paradossi sociali dell'epoca. Il protagonista della canzone incarna queste contraddizioni: è contemporaneamente "sfruttato" e "represso", ma anche "deriso" e "frustrato", rappresentando così la condizione di alienazione dell'individuo nella società moderna. L'uso dell'ossimoro e del paradosso come strumenti stilistici permette a Gaetano di costruire una critica sociale che colpisce diversi aspetti della società.

## Tracce
1. Berta filava
2. Mio fratello è figlio unico